# Бідайик (Аягозький район)
Бідайи́к (каз. Бидайық) — село у складі Аягозького району Абайської області Казахстану. Адміністративний центр та єдиний населений пункт Бідайицького сільського округу.
Населення — 759 осіб (2021; 910 у 2009, 1367 у 1999, 1168 у 1989).
Національний склад станом на 1989 рік:
- казахи — 100 %